# 奧列克西伊夫卡 (科德馬區)
47°59′31″N 28°55′34″E / 47.99194°N 28.92611°E
阿列克西伊夫卡（烏克蘭語：Олексіївка）是位於烏克蘭西南部的村莊，由敖德萨州波季利斯克区的科迪馬市鎮負責管轄。該村始建於1770年，面積2.94平方公里，海拔高度215米，2001年人口976，人口密度每平方公里331.97人。